# Sick and Tired
"Sick and Tired" é uma canção da cantora e compositora americana Anastacia, para o terceiro álbum de estúdio e homónimo Anastacia. Escrito por Anastacia, Dallas Austin e Glen Ballard, ele foi lançado no dia 2004 "Sick and Tired" teve uma crítica musical positiva.

## Videoclipe
O Videoclipe da música "Sick and Tired", dirigido por Phillip Stölzl, foi filmado em Los Angeles no dia 25 de maio de 2004.
Quando o vídeo começa, Anastacia é indicada para aplicar um papel próprio e introduz como Sara Floresta. Então ela desempenha Holly em um filme para a audição. Durante todo o vídeo, Anastacia está cantando a canção em um pequeno quarto com a banda. O vídeo é em preto-e-branco nas cenas do ensaio e colorido nas cenas com a banda. Primeiro ela se apaixona, depois de um tempo, o seu namorado que se separar e ela quer que ele vá embora.

## Faixas e formatos
| Australiano CD maxi single 1. "Sick and Tired" (Versão do Álbum) 2. "Sick and Tired" (Jason Nevins Funkrock Remix Edit) 3. "Sick and Tired" (Jason Nevins Electrochill Remix) 4. "Twisted Girl" Australiano promocional CD single (Jason Nevins Remixes) 1. "Sick and Tired" (Jason Nevins Electrochill Remix Edit) 2. "Sick and Tired" (Jason Nevins Funkrock Remix Edit) Reino Unido CD 1 e Europeu CD single 1. "Sick and Tired" (Versão do Álbum) 2. "Sick and Tired" (Jason Nevins Funkrock Remix Edit) Reino Unido CD 2 e Europeu CD maxi single 1. "Sick and Tired" (Versão do Álbum) 2. "Twisted Girl" 3. "Sick and Tired" (Jason Nevins Electrochill Remix) 4. "Sick and Tired" (Vídeo) | Europeu promocional CD single 1. "Sick and Tired" (Versão do Álbum) Alemão limited 3" CD single (POCK IT!) 1. "Sick and Tired" [Versão do Álbum) 2. "Twisted Girl" Holandês CD maxi single 1. "Sick and Tired" (Versão do Álbum) 2. "Twisted Girl" 3. "Sick and Tired" (Jason Nevins Electrochill Remix) 4. "Sick and Tired" (Jason Nevins Funkrock Remix Edit) 5. "Sick and Tired" (Vídeo) Reino Unido promocional 12" single - Side A: 1. "Sick and Tired" (Jason Nevins Electrochill Remix) - Side B: 1. "Sick and Tired" (Jason Nevins Funkrock Remix) 2. "Sick and Tired" (Versão do Álbum) |

## Histórico de lançamento
| País/Região | Data                |
| ----------- | ------------------- |
| Europa      | 6 de Junho de 2004  |
| Mundo       | 19 de Julho de 2004 |

## Desempenho
| Tabelas musicais(2004-2005)            | Melhor posição |
| -------------------------------------- | -------------- |
| Australian ARIA Singles Chart          | 8              |
| Ö3 Austria Top 40                      | 2              |
| Belgian Ultratop 50 Singles (Flanders) | 10             |
| Belgian Ultratop 40 Singles (Wallonia) | 22             |
| Tracklisten\|Danish Singles Chart      | 4              |
| Dutch Top 40                           | 2              |
| European Hot 100 Singles               | 2              |
| Finnish Singles Chart                  | 8              |
| German Singles Chart                   | 2              |
| Hungarian Mahasz Singles Chart         | 8              |
| Hungarian Mahasz Dance Chart           | 10             |
| Irish Singles Chart                    | 9              |

| Tabelas musicais (2004)             | Melhor posição |
| ----------------------------------- | -------------- |
| Italian FIMI Singles Chart          | 3              |
| New Zealand RIANZ Singles Chart     | 34             |
| align="left"Norwegian Singles Chart | 3              |
| Russian Airplay Chart               | 4              |
| Spanish PROMUSICAE Singles Chart    | 3              |
| Swiss Singles Chart                 | 2              |
| Swedish Singles Chart               | 10             |
| UK Singles Chart                    | 4              |
| Tabelas musicais (2005)             | Melhor posição |
| U.S. Billboard Hot Dance Airplay    | 8              |

## Certificação
| País      | Certificador | Certificação | Vendas  |
| --------- | ------------ | ------------ | ------- |
| Austrália | ARIA         | Ouro         | 35,000  |
| Alemanha  | IFPI         | Ouro         | 150,000 |
| Noruega   | IFPI         | Ouro         | 5,000   |